# Mormia insignis
Mormia insignis är en tvåvingeart som beskrevs av Quate 1967. Mormia insignis ingår i släktet Mormia och familjen fjärilsmyggor. Inga underarter finns listade i Catalogue of Life.